# Port de Rat
Le port de Rat est un col de la chaîne pyrénéenne, frontalier entre la France (département de l'Ariège) à l'ouest et l'Andorre à l'est. Situé à l'altitude de 2 539 ou 2 540 m entre la commune française d'Auzat et la paroisse andorrane d'Ordino, il joint la vallée de Vicdessos à l'ouest et la vallée du riu de Tristaina à l'est.

## Toponymie
Port est un terme issu du latin portus qui désigne dans les Pyrénées un col de montagne,.
Anglada a proposé une origine pré-romane bascoïde à Rat en le faisant dériver de la racine arrate (« col ») ce qui ferait de Port de Rat une tautologie. 
Le linguiste Joan Coromines dans son Onomasticon Cataloniae propose quant à lui une origine latine, basée sur le mot ratis (« tronc, mât ») et en particulier sur sa forme génitive plurielle ratiŭm (« troncs » avec le sens d'une disposition en rangée),. Le port de Rat est donc pour lui le « col des troncs ».
Sur la carte de Cassini figure un pic du Port d'Aurat mais, dès la fin du XIXe siècle, le col apparaît sous sa toponymie actuelle sur les cartes d'État-Major.

## Géographie
Le port de Rat est situé, après l'étang de Soulcem, au-dessus d'une large et profonde vallée française, orientée sud/nord, qui s'enfonce dans les pâturages du pays andorran. Il est encadré de sommets d'altitude inférieure à 2 800 m et offre un panorama important tant sur la crête française qui mène au pic d'Estats que sur la haute Andorre. Il domine côté andorran un ensemble de petits lacs de montagne : les basses del Port de Rat.

## Histoire
Comme le port de Rat est un lieu de passage entre la France et l'Andorre, un projet de liaison routière a vu le jour dans la seconde moitié du XXe siècle. Après avoir envisagé une route franchissant le col, le projet a ensuite évolué vers un court tunnel transfrontalier de faîte. Sa longueur prévue était de 1 200 mètres, avec environ 300 mètres côté andorran et 900 mètres côté français.
Sur le versant français, les travaux de terrassement de la route d'accès ont été effectués dans les années 1980, laissant aujourd'hui la place à un chemin pastoral d'accès réglementé. Seul le gabarit particulièrement large pour un chemin pastoral témoigne de cet ancien projet.

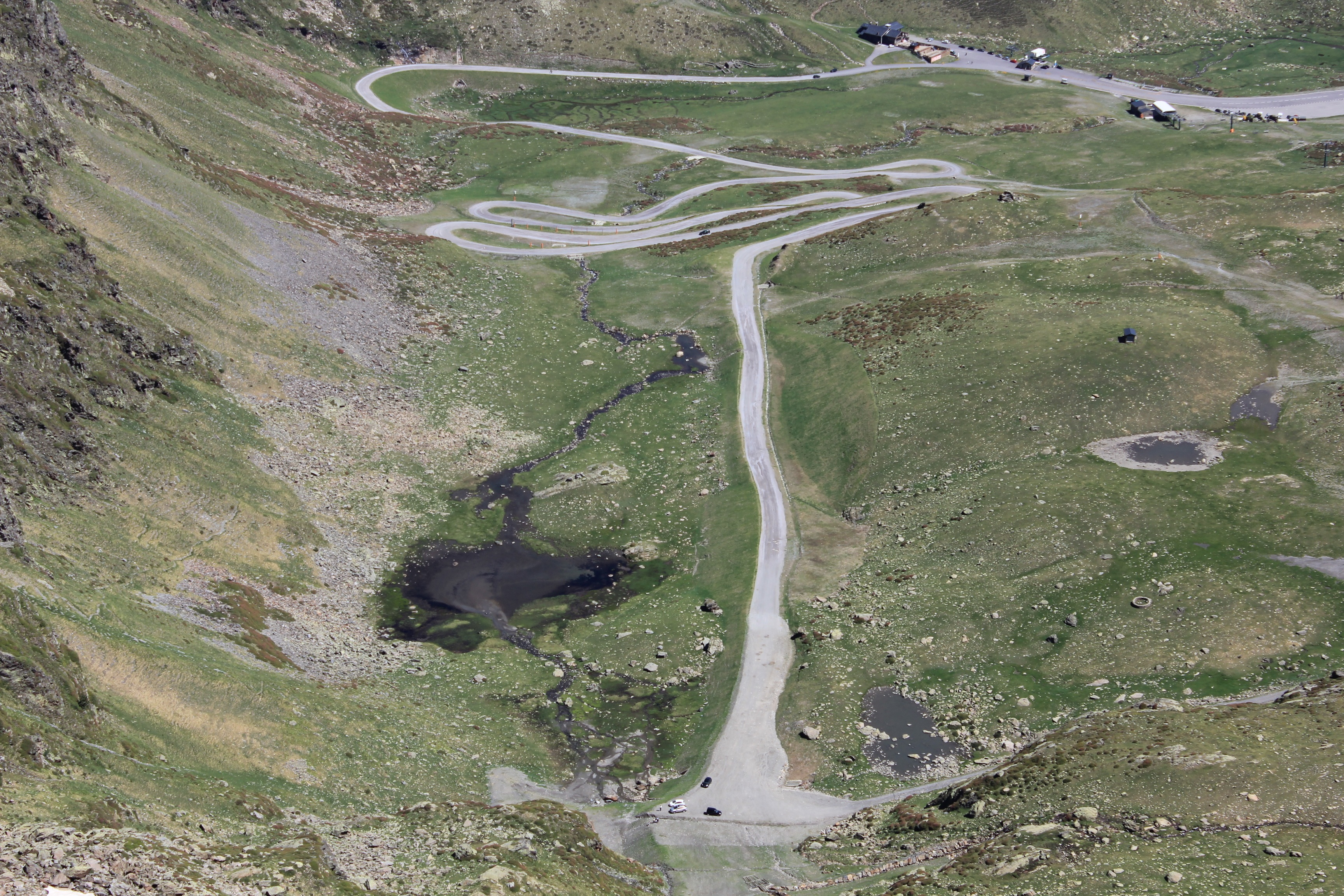
Route d'accès de la station d'Arcalis sous le port de Rat.

Sur le versant andorran, le percement d'un tunnel, resté inachevé, a débuté à la même époque. À l'exception du dernier kilomètre, la route d'accès correspondante a ensuite été goudronnée pour devenir la route CG-3 du réseau routier andorran qui permet l'accès à la station de ski d'Ordino-Arcalis.
Des études géologiques et géotechniques ont été effectuées sur site par la société française Fondasol à partir de 1994, et complétées par l'avis du CETU de Grenoble. Ces études ont montré une difficulté géostructurale quant à l'état d'altération du rocher (schiste), et surtout ses éléments structuraux internes complexes (fracturations et métamorphisation).
Cette liaison est activement défendue par la Communauté de travail des Pyrénées et figure encore en 2006 dans certains documents ; cependant, aucun financement n'a été encore obtenu pour sa réalisation.
Toutefois, en 2016, la route andorrane secondaire conduisant à l'entrée de l'éventuel tunnel a été reclassée en route générale.

## Accès et randonnées
En France, on y accède l'été depuis le parking de l'Orri du Carla, après avoir longé l'étang de Soulcem : au fond de la vallée de Vicdessos, Auzat et Marc. C'est un départ pour de nombreuses randonnées sur des sommets peu difficiles pour des montagnards bien préparés et équipés. Certains sommets sont reliés par des lignes de crêtes assez douces, permettant à des bons marcheurs de constituer des boucles itinérantes. Passée la cascade de Lasbinas, l'accès s'effectue par le GRT63 via la cabane d'Estrets et les orris de Rat, site de recherche archéologique en 2017.
Côté andorran, le col est joignable facilement à partir de la route de la station de ski d'Ordino Arcalís.
Du port de Rat, un sentier descend et traverse la station de ski d'Arcalis et permet de rejoindre le refuge de l'Étang Fourcat par le port de l'Albeille, puis son étang, et ensuite l'étang de la Goueille.